# Xylota stenogaster
Xylota stenogaster är en tvåvingeart som beskrevs av Samuel Wendell Williston  1892. Xylota stenogaster ingår i släktet vedblomflugor, och familjen blomflugor. Inga underarter finns listade i Catalogue of Life.